# Nananu-i-Thake Island
Nananu-i-Thake Island är en ö i Fiji.   Den ligger i divisionen Västra divisionen, i den norra delen av landet, 90 km norr om huvudstaden Suva. Arean är 2,6 kvadratkilometer.
Terrängen på Nananu-i-Thake Island är platt. Öns högsta punkt är 79 meter över havet. Den sträcker sig 2,5 kilometer i nord-sydlig riktning, och 2,5 kilometer i öst-västlig riktning.